# Derrinturn
Derrinturn (en irlandais, Doire an tSoirn, bois de chêne dans le fourneau) est un village du comté de Kildare, Irlande.
Il fait partie de la paroisse de Carbury et se trouve à environ 60 km de Dublin.
La R403, route régionale, dessert Derrinturn.
Le village comptait 1 602 habitants en 2016. De 1961 à 2016, la population est passée de 183 à 1 602 habitants (soit une augmentation de 875 %). En 20 ans, entre 1996 et 2016, la population a triplé (de 544 à 1 602 habitants).
Derrinturn a une église catholique romaine et une école primaire : St. Conleth (Naomh Connlaodh).
Le townland de Derrinturn a une superficie de 132,40 ha. Il borde les townlands de Ballyhagan à l'ouest, Ballyshannon à l'est, Coonagh à l'est, Dreenan au sud, Newbury Demesne au nord et Rathmore au sud.

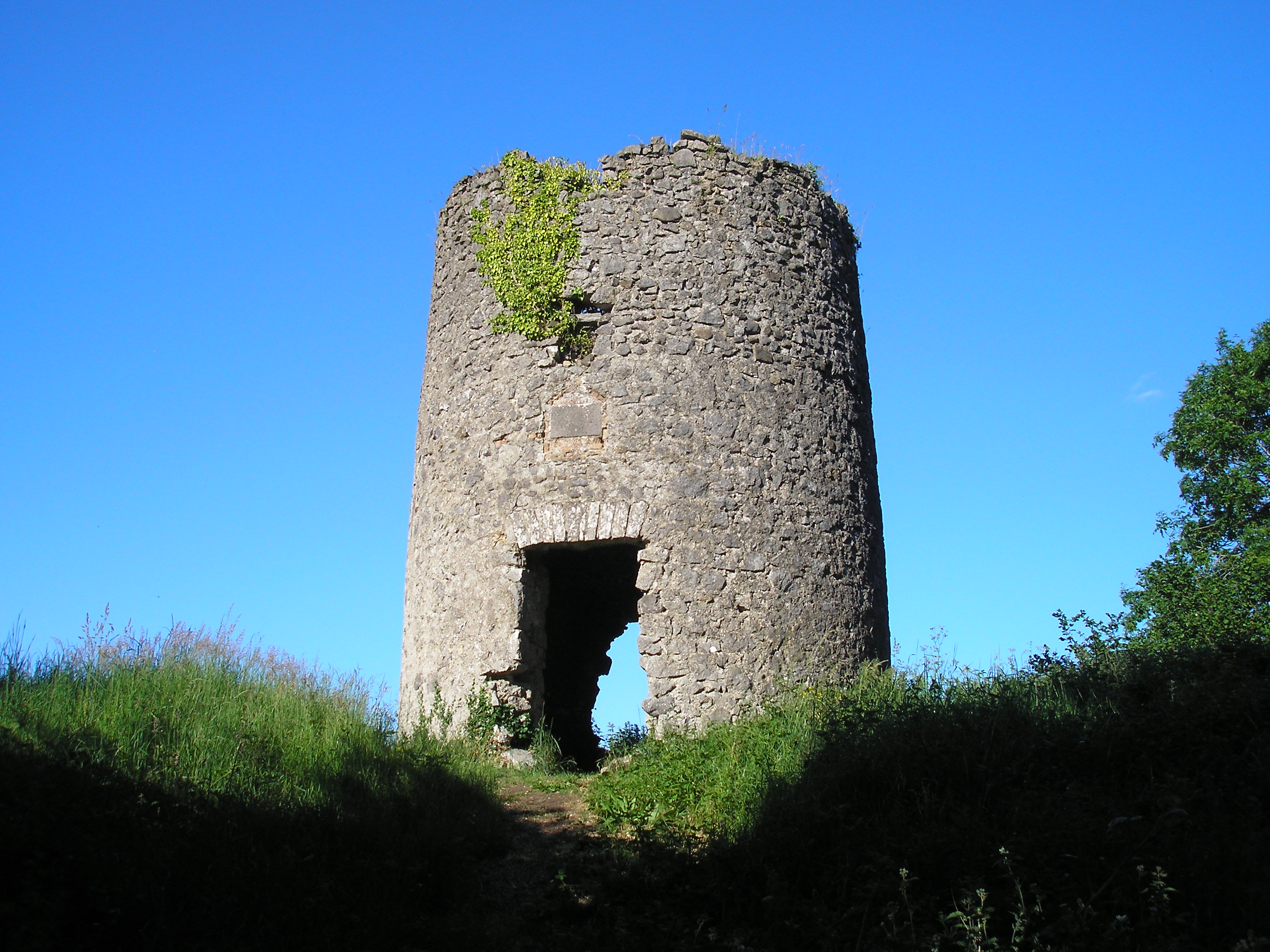
Le moulin à vent de Derrinturn.

## Voir aussi

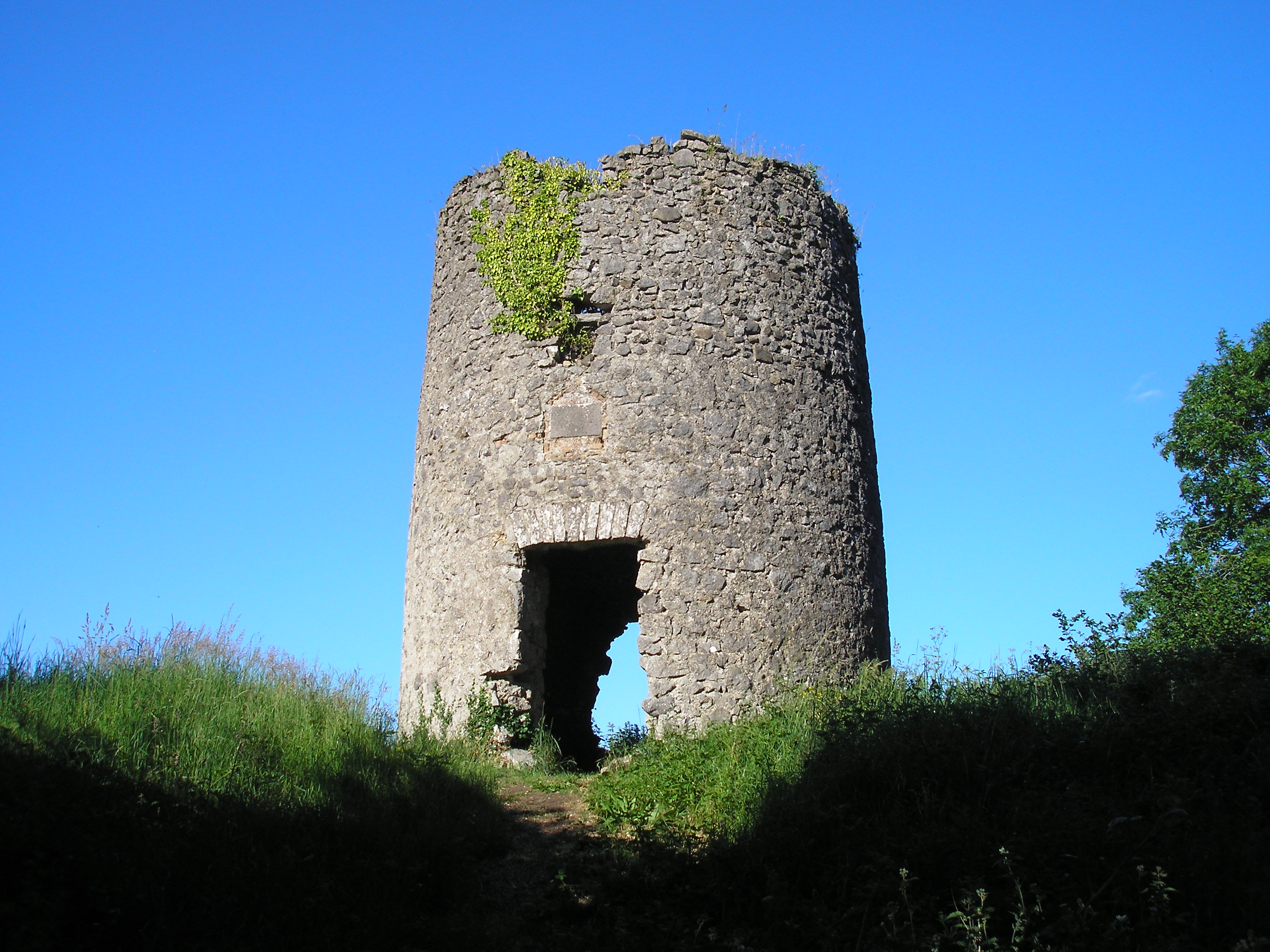
Le moulin en ruines.
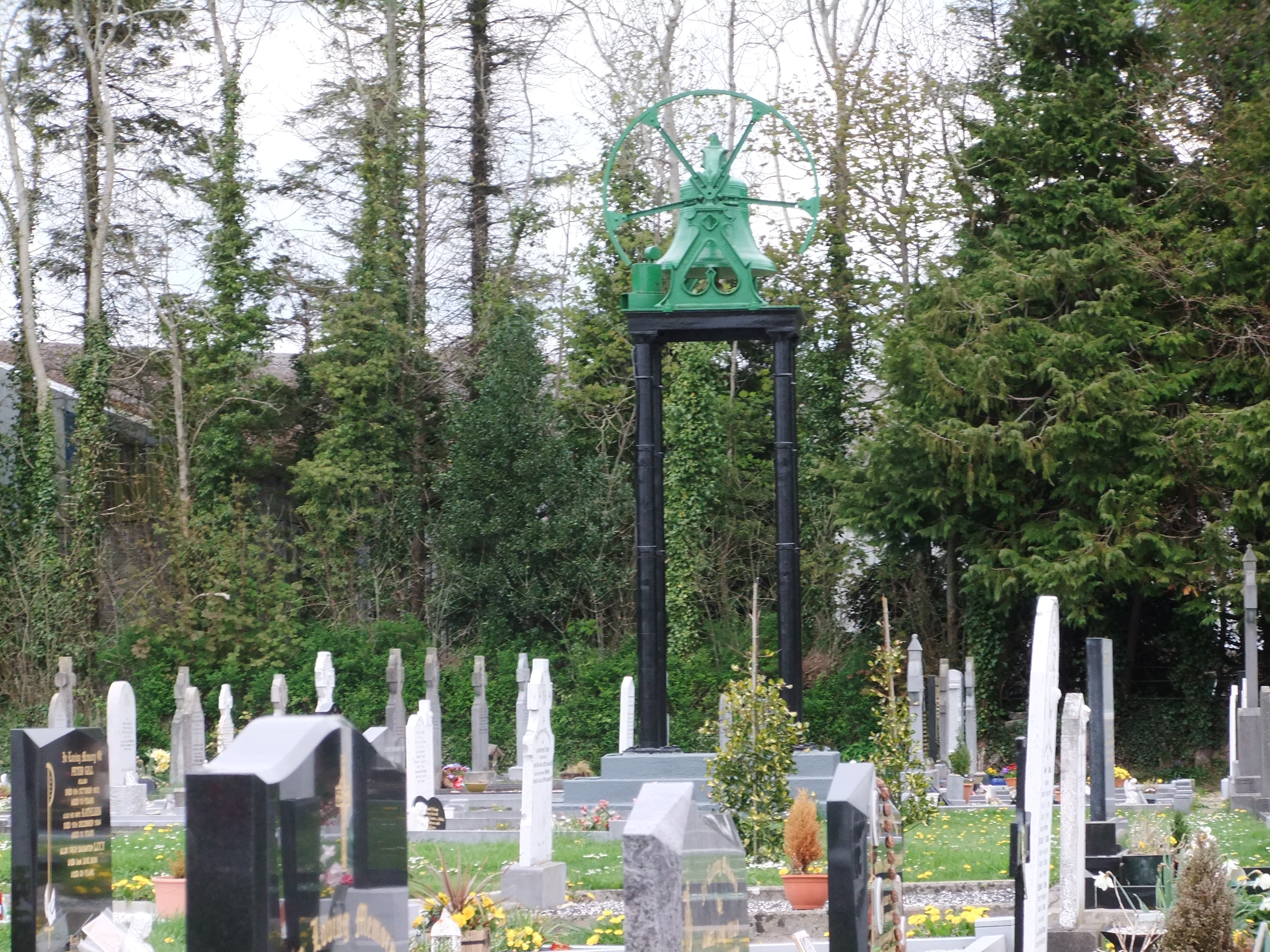
La cloche dans le cimetière.
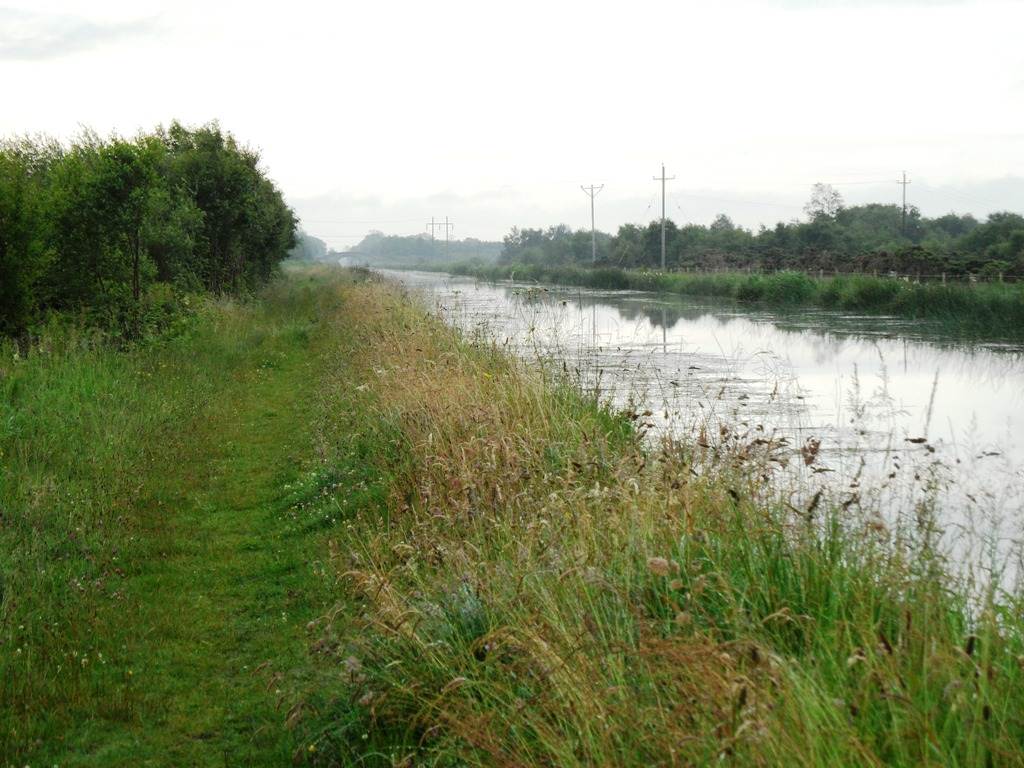
Le Grand Canal à Derrinturn.
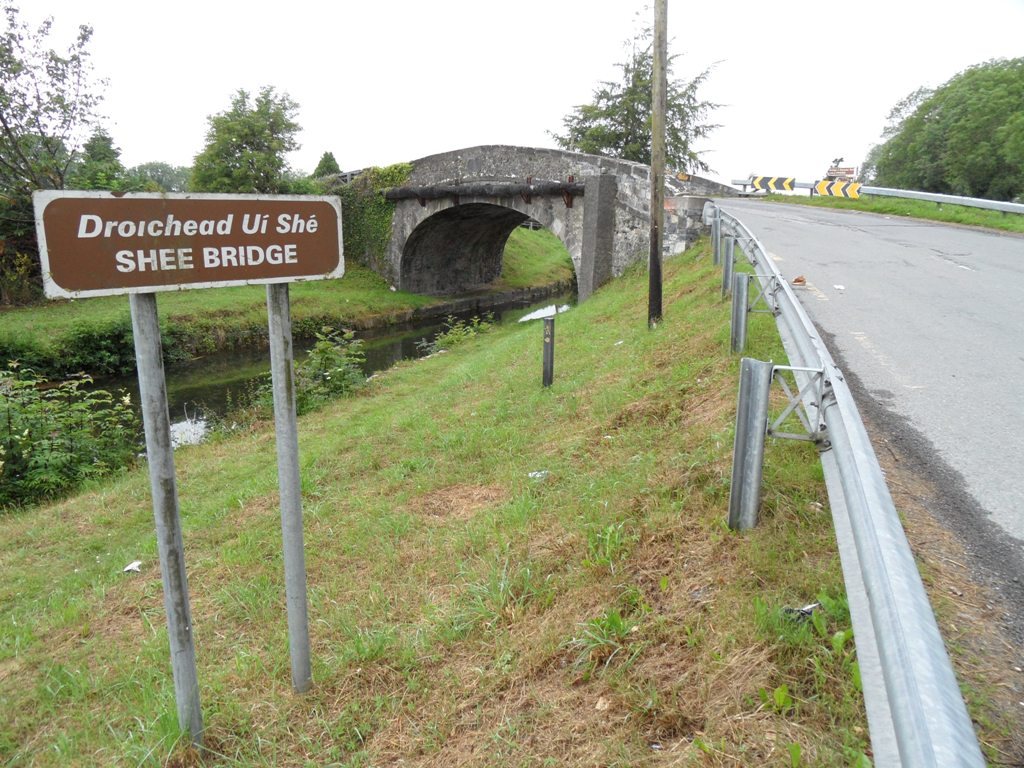
Le pont sur le Grand Canal.
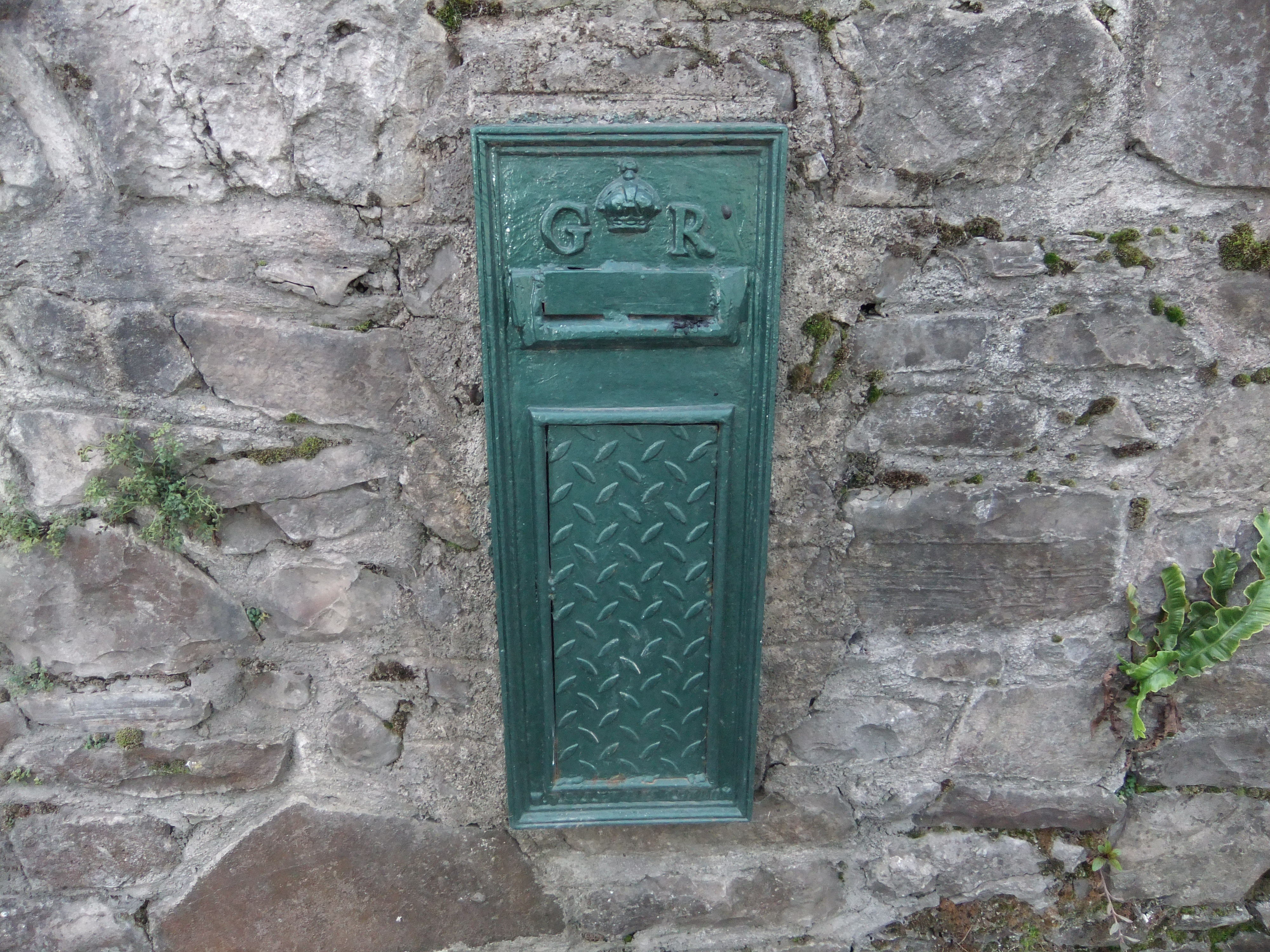
Une boîte aux lettres "George V".